# Carlos Cedeño
Carlos Alberto Cedeño Romero (Santa Catalina, 23 ottobre 1985) è un cestista venezuelano.

## Carriera
Con il Venezuela ha disputato i Campionati mondiali del 2006 e i Campionati americani del 2007.